# 66. Armee (Rote Armee)
Die 66. Armee (russisch 66-я армия / 66-ja armija) war ein Großverband der Roten Armee in der Zeit des Zweiten Weltkrieges.
Sie verteidigte im September und Oktober 1942 gegenüber der deutschen Wehrmacht zusammen mit der 62. und 64. Armee die inneren Stadtbezirke von Stalingrad.

## Geschichte
Die 66. Armee wurde am 27. August 1942 auf Grundlage der 8. Reservearmee für die Reserve des Hauptquartiers des Obersten Kommandos aufgestellt.
- Bei der Bildung umfasste die Armee die 49., 64., 120., 231., 299. und 316. Schützendivision, die 10., 69., 148. und 246. Panzerbrigade, das 86. Garde-Werfer-Regiment und andere Einheiten.

Die 66. Armee wurde der Stalingrader Front überstellt (ab 30. September 1942 in Donfront umbenannt). Als Teil dieser Fronten nahm die 66. Armee an der Schlacht um Stalingrad teil. Von September bis Oktober 1942 startete sie in Zusammenarbeit mit der 24. Armee und der 1. Gardearmee eine Gegenoffensive, um den deutschen Vormarsch aufzuhalten, der nördlich von Stalingrad zur Wolga durchgebrochen war. In Zusammenarbeit mit anderen Truppenteilen hatte die 66. Armee einen erheblichen Anteil daran, die nördlichen Stoßkeile der deutschen 6. Armee, die direkt auf Stalingrad zielten, aufzuhalten und zu schwächen.
Während der sowjetischen Gegenoffensive (Operation Uranus) erlaubten die Angriffe der 66. Armee den deutschen Truppen nicht, die in der Richtung des Hauptangriffs der Donfront stehenden Armeeteile zu verstärken. Am 24. November 1942 ging ein Teil der 66. Armee in die Offensive und schloss sich den Truppen der 62. Armee der Stalingrader Front im Raum Rynok an, wodurch die Außenfront um die deutschen Truppen im Kessel von Stalingrad geschlossen wurde. Von Januar bis Februar 1943 beteiligte sich die Armeetruppen an der Niederringung der eingekreisten deutschen Verbände.
Nach der Beendigung der Kesselschlacht trat die 66. Armee ab dem 6. Februar 1943 zu den Streitkräften unter dem Kommando von Generalleutnant K. P. Trubnikow (ab 27. Februar – Streitkräfte der Stalingrader Gruppe) über, welche der Reserve des Hauptquartiers des Obersten Kommandos unterstanden.
Am 13. März 1943 wurde die Armee an die Reservefront in den Raum Kursk überstellt (am 15. April in Steppenfront umbenannt). Am 5. Mai 1943 wurde die 66. Armee als Teil der Steppenfront in 5. Gardearmee umbenannt.

## Führung
Oberbefehlshaber
- Generalleutnant Wladimir Nikolajewitsch Kurdjumow (5. August – 15. August 1942)
- Generalleutnant Stepan Andrianowitsch Kalinin (15. August – 27. August 1942)
- Generalleutnant Rodion Malinowski (27. August – 14. Oktober 1942)
- Generalleutnant Alexei Semjonowitsch Schadow (14. Oktober 1942 – 16. April 1943)

Mitglied des Kriegsrats
- Regimentskommissar Oberst A. M. Kriwulin (5. August 1942 – 20. April 1943)

Stabschef
- Oberst G. G. Woronin (24. August – 30. August 1942)
- Generalmajor F. K. Korschenewitsch (30. August 1942 – 23. März 1943)
- Generalmajor N. I. Ljamin (23. März – 20. April 1943)